# Urząd Achterwehr
Urząd Achterwehr (niem. Amt Achterwehr) – urząd w Niemczech w kraju związkowym Szlezwik-Holsztyn, w powiecie Rendsburg-Eckernförde. Siedziba urzędu znajduje się w miejscowości Achterwehr.
W skład urzędu wchodzi osiem gmin:
1. Achterwehr
2. Bredenbek
3. Felde
4. Krummwisch
5. Melsdorf
6. Ottendorf
7. Quarnbek
8. Westensee